# خورخي بوريللي
خورخي بوريللي (بالإسبانية: Jorge Borelli)‏ (مواليد 2 نوفمبر 1964) هو لاعب كرة قدم. يلعب مع منتخب الأرجنتين لكرة القدم. سبق له أن لعب في كأس العالم لكرة القدم مع منتخب بلاده.

## روابط خارجية
- خورخي بوريللي على موقع قاعدة بيانات كرة القدم.إي يو (الإنجليزية)
- خورخي بوريللي على موقع ناشيونال فوتبول تيمز (الإنجليزية)
- خورخي بوريللي على موقع عالم كرة القدم.نت (الإنجليزية)